# Julie de Graag
Anna-Julia «Julie» de Graag (Gorinchem 18 de julio de 1877-La Haya 1 de febrero de 1924) fue una acuarelista, grabadora, diseñadora y pintora neerlandesa.

## Biografía
Nacida en Gorinchem, Julie de Graag era la cuarta hija de una familia de seis niños. Cuando ella tenía tres años, sus padres, Johannes de Graag (1839-1916), inspector de cuentas y patrimonio, y Karoline Stephana Couwenberg (1850-1935) se mudaron a ' s-Hertogenbosch.
Cuando era niña, se consideraba que tenía una salud frágil y fue objeto de especial atención. Su madre, considerada una pintora aficionada de talento, le transmitió su pasión por el trabajo manual y el dibujo.
En la década de 1890, sus padres se mudaron con sus hijos a La Haya.
Julie de Graag ingresó rápidamente en la Real Academia de Bellas Artes de La Haya a una clase compuesta exclusivamente por mujeres, destacando entre sus profesores Johannes Josephus Aarts y el crítico de arte Henk Bremmer, con quien estudió la perspectiva. Más adelante ella se estableció como artista independiente y desarrolló múltiples habilidades en grabado en madera, en bordado y en pintura.
En 1904 se trasladó a Laren, en la parte septentrional de los Países Bajos. Se hizo amiga del escultor Joseph Mendes da Costa y de su esposa, así como del pintor Bart van der Leck. Juntos colaboraron para desarrollar formas más estilizadas.
El 1 de enero de 1908, un incendio arrasó la finca en la que había establecido su taller. Gran parte de sus obras fueron destruidas por el incendio.
Paralelamente a su actividad artística, enseñaba dibujo en una escuela para niñas de Utrecht.
Julie de Graag se suicidó en 1924 a la edad de 46 años.

## Obra
Julie de Graag trabajaba en temas florales, estudios de animales, retratos y vistas de pueblos. Su obra se considera perteneciente al estilo Art Nouveau, sobrio y refinado. En xilografía, utilizaba con maestría la parte del final cuya dureza en el extremo era más difícil de trabajar que la madera longitudinal, pero genera presiones mucho más finas.

Sus obras se pueden encontrar en las colecciones del Centraal Museum de Utrecht, en el Museo Kröller-Müller, en el Museo de Arte Moderno de Arnhem, el Museo Boijmans Van Beuningen, el Rijksmuseum de Ámsterdam, el Museo Teyler, el Museo Regional de Drenthe y el Museo de Arte de La Haya.

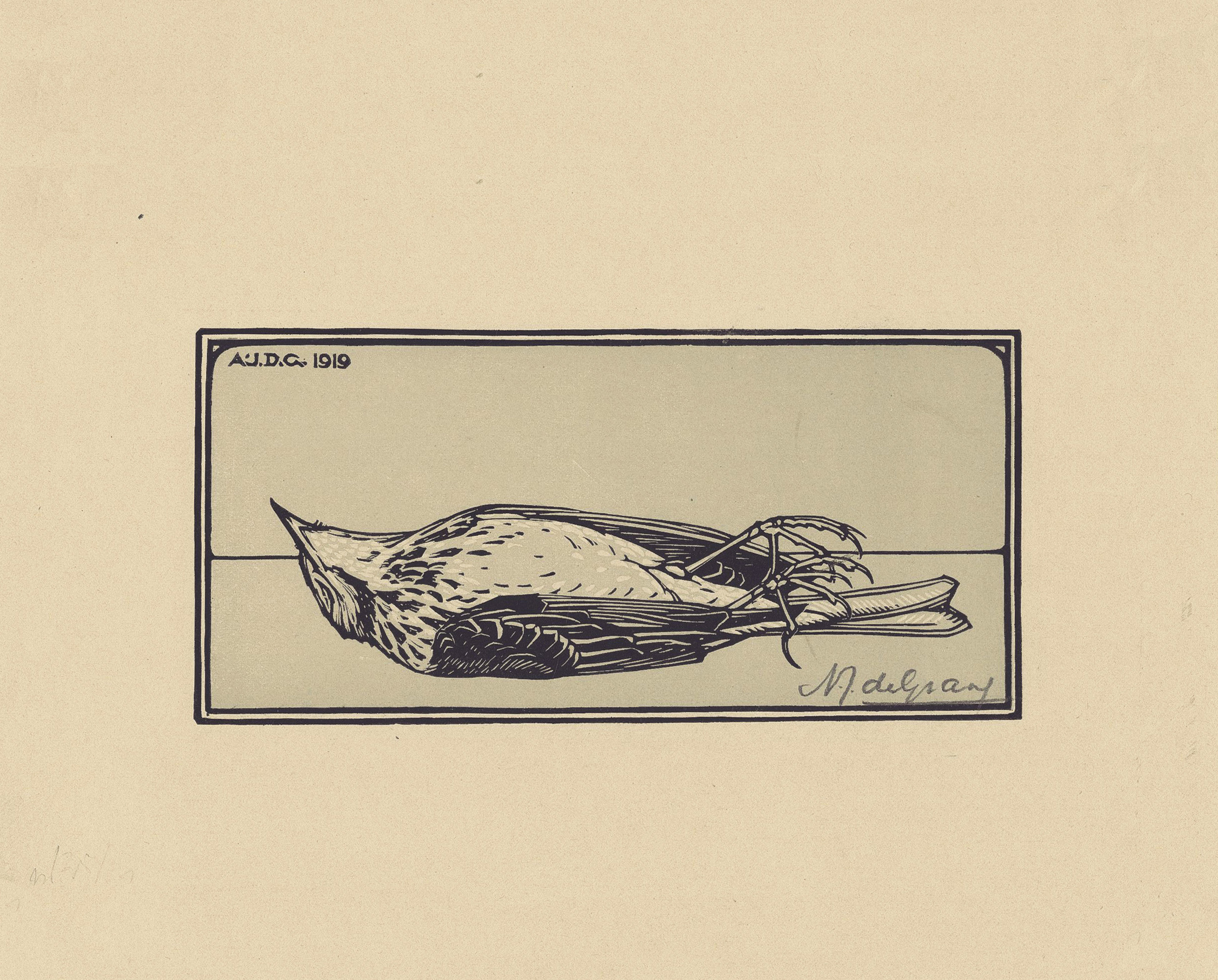
Pájaro muerto (xilografía, 1917)
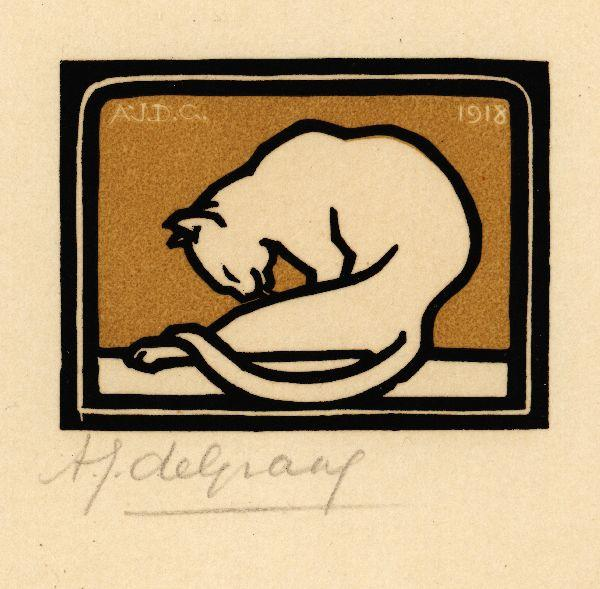
Gato (xilografía en color, 1918)
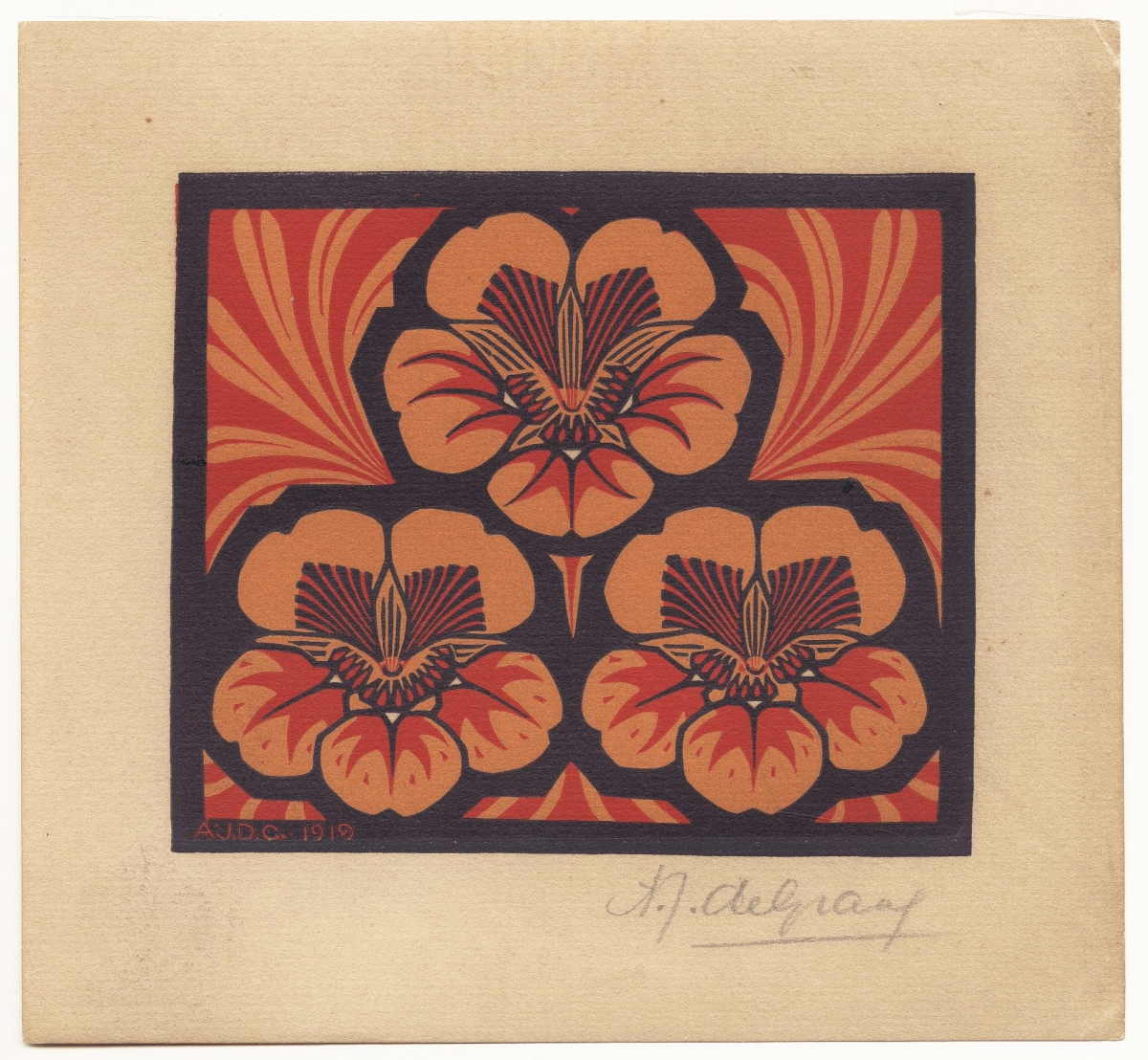
Capuchina (xilografía en color, 1919)
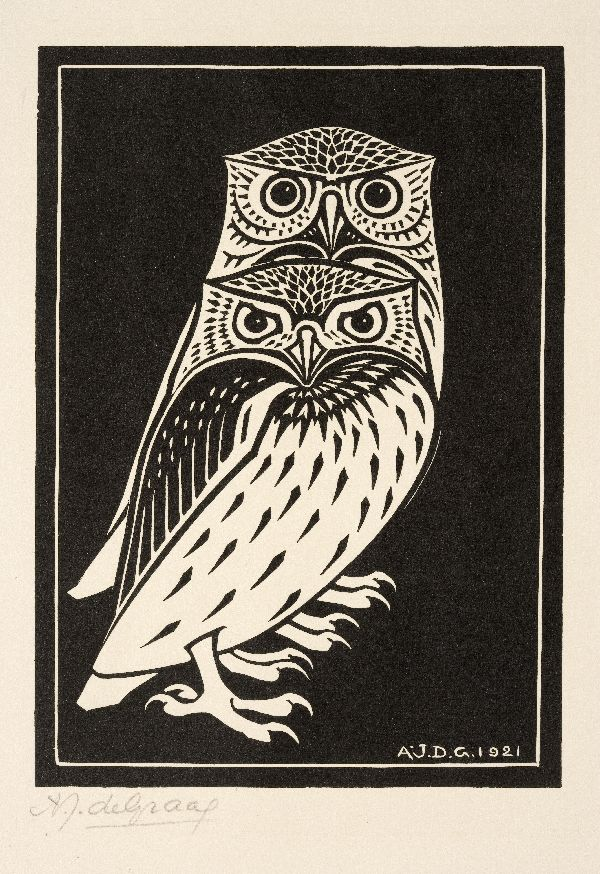
Dos búhos (grabado en madera, 1921)